# (4936) Butakov
(4936) Butakov es un asteroide perteneciente al cinturón de asteroides, descubierto el 22 de octubre de 1985 por la astrónoma ucraniana Liudmila Zhuravliova desde el Observatorio Astrofísico de Crimea (República de Crimea).

## Designación y nombre
Designado provisionalmente como 1985 UY4. Fue nombrado Butakov en honor al almirante ruso Grigorij Ivanovich Butakov que elaboró las primeras direcciones sistemáticas para la navegación en el Mar Negro.

## Características orbitales
Butakov está situado a una distancia media del Sol de 2,276 ua, pudiendo alejarse hasta 2,562 ua y acercarse hasta 1,990 ua. Su excentricidad es 0,125 y la inclinación orbital 5,913 grados. Emplea 1254 días en completar una órbita alrededor del Sol.

## Características físicas
La magnitud absoluta de Butakov es 13,5. Tiene 4,465 km de diámetro y su albedo se estima en 0,428.